# هيلغا فايهي
هِيلغا ڤايهِي (بالأَلمانِيَّة: Helga Weyhe)‏ (11 دِيسِمبر 1922) ورّاقة أَلمانِيَّة. حائِزَة على جائِزَة اِتِّحاد بائِعِي الكُتُب الألَمان، وجائِزة المُواطنة الفخرِيَّة مِن مدِينة سالزفيدل الأَلمانِيَّة. تُعتبرُ أَقدَم وأَكبر بائِعةُ كُتُب سِنًّا فِي جُمهُوريَّة أَلمَانيَا الاِتّحاديّة. 
| هيلغا فايهي                 | بدأَت العمل فِي 1944 ولا أَزال هُنَا.. كانت لدِيّ أحلام كثِيرة فِي صباِي والكُتُب كَانت مِحورُها كُلّها | هيلغا فايهي |
| — صحِيفة النّهار، هِيلغا ڤايهِي |                                                                                        |             |

## مَراجع
1. ↑  "معلومات عن هيلغا فايهي على موقع viaf.org". viaf.org. مؤرشف من الأصل في 2016-09-11.
2. ↑  "معلومات عن هيلغا فايهي على موقع d-nb.info". d-nb.info. مؤرشف من الأصل في 2019-12-16.